# ＃blackAF
『#blackAF』（ブラック・エーエフ）は、2020年に配信されたアメリカ合衆国のコメディドラマシリーズ。成功者の家族を取り巻く人種や文化、人間関係を描くシチュエーション・コメディ。ケニヤ・バリスが企画・制作し、ケニヤ・バリス、ラシダ・ジョーンズらが出演した。2020年4月17日にNetflixオリジナル作品として全世界へ配信された。本作はシーズン2への更新が決定していたが、2021年6月23日に撤回され、ドラマ自体も打ち切りとなった。なお、タイトルのAFは"as fuck"を意味するインターネットスラングである。

## あらすじ
ロサンゼルスで成功者として裕福な暮らしをする黒人のケニヤ・バリスと白人と黒人のミックスのジョヤ・バリス夫妻、その子供達。家族の日常は、人種や文化、人間関係がもたらす複雑な事情でいっぱいだった。このブラックファミリーは"正しい"ということがもはや固定観念ではない現代で、なお"正しい"ことをしようと懸命に生きている。
次女のドリアが、大学入学用の課題として、自身の家族を紹介するドキュメンタリーを撮影しているという設定で、ドラマは進む。

## キャスト

### メイン
ジョヤ・バリス
演 - ラシダ・ジョーンズ
ケニヤ・バリス
演 - ケニヤ・バリス
ドリア・バリス
演 - イマン・ベンソン
クロエ・バリス
演 - ジェニア・ウォルトン
イジー・バリス
演 - スカーレット・スペンサー
ポプス・バリス
演 - ジャスティン・クレイボーン
カム・バリス
演 - ラヴィ・キャボット＝コニャーズ

### リカーリング
ブルックリン・バリス
演 - リチャード・ガーデニア Jr.
ダニー
演 - ギル・オゼリ
ブロードウェイ
演 - バンパー・ロビンソン
ラヴェット
演 - ニア・ロング
Marquise
演 - ダグ・ホール

## エピソード
| 通算 話数 | タイトル | 監督               | 脚本                      | 公開日        |
| --------- | --- | ------------------ | ------------------------- | ------------- |
| 1         | "奴隷制のせい" "because of slavery" | ケン・クワピス     | Kenya Barris              | 2020年4月17日 |
| 2         | "これも奴隷制のせい" "because of slavery too" | ケン・クワピス     | Kenya Barris              | 2020年4月17日 |
| 3         | "まだ奴隷のせい" "still...because of slavery" | ラシダ・ジョーンズ | Esa Lewis Helen Krieger   | 2020年4月17日 |
| 4         | "そう また奴隷制のせい" "yup, you guessed it. again, this is because of slavery"                                                                  | ケン・クワピス     | Doug Hall                 | 2020年4月17日 |
| 5         | "内緒だけどこれは奴隷制のせい" "yo, between you and me... this is because of slavery"                                                             | Kenya Barris       | Hale Rothstein            | 2020年4月17日 |
| 6         | "信じがたいけどやっぱり奴隷制のせい" "hard to believe, but still because of slavery"                                                              | Kenya Barris       | Alison McDonald           | 2020年4月17日 |
| 7         | "ありえないと思うだろうけどこれも奴隷制のせい" "i know this is going to sound crazy... but this, too, is because of slavery"                      | Brennan Schroff    | Hunter Covington          | 2020年4月17日 |
| 8         | "解せないだろうけど休暇をとるべきなのも奴隷制のせい" "i know you may not get this, but the reason we deserve a vacation is... because of slavery" | Brennan Schroff    | Danny Segal Isaac Schamis | 2020年4月17日 |

## 製作
Netflixとケニヤ・バリスは『Black Excellence』と言うタイトルの企画を開始した。ケニヤ・バリスはこれまでに見た事のない"ファミリー・シットコム"を目指した。
2020年6月23日、Netflixは本作を第2シーズンに更新したが、2021年6月23日に撤回され、ドラマ自体も打ち切りとなった。

## 評価

### 批評
第1シーズンは、批評集積サイトのRotten Tomatoesに24件のレビューがあり、批評家支持率は46%、平均点は10点満点で6.97点となっている。また、Metacriticには18件のレビューがあり、加重平均値は61/100となっている。